# 吉内斯特拉
吉内斯特拉（義大利語：Ginestra），是意大利波坦察省的一个市镇。总面积13平方公里，人口742人，人口密度57.1人/平方公里（2009年）。ISTAT代码为076099。